# Ryan Giggs
Ryan Joseph Giggs (tên khai sinh là Ryan Joseph Wilson, sinh ngày 29 tháng 11 năm 1973) là một cựu cầu thủ và huấn luyện viên bóng đá người Wales. Ông là huyền thoại của câu lạc bộ Manchester United ở Premier League Ông chơi ở vị trí tiền vệ cánh trái nhưng ông ngày càng được huấn luyện viên Alex Ferguson sử dụng trong vai trò một tiền vệ trung tâm trong những năm sau này.
Giggs là cầu thủ sở hữu nhiều huy chương nhất trong lịch sử bóng đá với 1 câu lạc bộ. Ngày 16 tháng 5 năm 2009, ông trở thành cầu thủ bóng đá đầu tiên có được 11 danh hiệu cùng câu lạc bộ. Giggs là cầu thủ đầu tiên trong lịch sử giành giải thưởng Cầu thủ trẻ xuất sắc nhất năm của PFA trong hai năm liên tiếp (1992 và 1993). Ông là cầu thủ duy nhất đã chơi trong 22 mùa giải và ghi bàn trong cả 21 mùa giải đầu tiên của Premier League.
Giggs đã có một sự nghiệp trong nước và châu lục rất dài và là cầu thủ đầu tiên trong lịch sử UEFA Champions League đã ghi bàn trong 11 mùa giải liên tiếp, chính những thành tích này đã khiến ông được bầu chọn vào Đội hình xuất sắc nhất thế kỷ của PFA trong năm 2007, Đội hình Premier League xuất sắc nhất thập kỷ, vào năm 2003, cũng như Đội hình xuất sắc nhất thế kỷ của Cúp FA. Giggs cũng là cầu thủ duy nhất của M.U đã chơi trong tất cả 11 giải đấu Premier League và cả ba giải Cúp Liên đoàn mà United vô địch. Trong trận chung kết UEFA Champions League 2008, được tổ chức vào ngày 21 tháng 5 năm 2008, Giggs đã vượt qua kỷ lục của huyền thoại Bobby Charlton với 758 trận thi đấu cho Manchester United để trở thành người từng khoác áo "Quỷ đỏ" nhiều lần nhất trong lịch sử.
Ở cấp độ quốc tế, Giggs chơi cho đội tuyển bóng đá quốc gia Wales trước khi giã từ sự nghiệp thi đấu quốc tế vào ngày 2 tháng 6 năm 2007, và đã có một thời là cầu thủ trẻ nhất từng thi đấu cho đội tuyển quốc gia. Với nhiều danh hiệu cao quý mà Giggs đã nhận được trong sự nghiệp, ông đã có tên trong Football League 100 Legends (người cuối cùng còn thi đấu trong danh sách), ông được trao Huân chương đế quốc Anh trong Danh sách Queen's 2007 Birthday Honours, và được đưa vào Hall of Fame (Đài Danh vọng - Nơi kỷ niệm những người nổi tiếng) của bóng đá Anh vào năm 2005 cho những đóng góp của mình tới nền bóng đá Anh Quốc. Ông còn được bầu chọn là Nhân vật của năm do BBC Sports bình chọn vào năm 2009.. Ngày 31 tháng 1 năm 2011, Giggs được bình chọn là cầu thủ vĩ đại nhất của Manchester United bằng một cuộc thăm dò trên toàn thế giới do tạp chí chính thức và trang web của United.

## Những năm đầu
Ryan Joseph Wilson được sinh ra tại Bệnh viện St David's tại Canton, Cardiff, Wales bởi Danny Wilson, một cầu thủ bóng bầu dục nghiệp dư cho Cardiff RFC, và Lynne Giggs (nay là Lynne Johnson). Khi còn là một đứa trẻ, Giggs lớn lên ở Ely, ngoại ô phía tây Cardiff, nhưng đã dành nhiều thời gian với ông bà (phía mẹ) mình và chơi bóng đá trên đường phố bên ngoài ngôi nhà của họ ở Pentrebane. Năm 1980, khi Giggs được sáu tuổi, cha ông chuyển sang bóng bầu dục chuyên nghiệp và được ký hợp đồng Swinton RLFC, khiến cả gia đình ông phải chuyển nhà về phía bắc tới khu vực Swinton của Salford, Greater Manchester. Việc di chuyển đối với Giggs là một sự khó chịu, mặc dù nơi đây rất gần với nhà của ông bà Giggs trong Cardiff, nhưng ông thường trở về với gia đình có những ngày cuối tuần hoặc vào ngày nghỉ học. Ông mang trong mình dòng máu lai - ông nội của ông đến từ Sierra Leone - và Giggs đã từng bị phân biệt chủng tộc khi còn nhỏ. Gia đình ông cũng sớm tan rã khi bố mẹ ông ly thân lúc anh 14 tuổi.

## Những cột mốc trong sự nghiệp
1973: Ryan Joseph Wilson ra đời tại Cardiff.
1990: Ký hợp đồng với đội trẻ của MU và chỉ sau đó 5 tháng, Ryan Giggs đã có mặt trong đội hình 1 của Quỷ đỏ.
1991: Chính thức dùng tên Ryan Giggs.
Tháng 3 năm 1991: Có trận ra mắt trong màu áo MU ở tuổi 17. Hai tháng sau Giggs ghi bàn thắng giúp MU đánh bại đối thủ cùng thành phố Man City tại Old Trafford – đây cũng là trận đầu tiên Giggs được chơi cả 90 phút.
Tháng 10 năm 1991: Trở thành cầu thủ trẻ nhất trong lịch sử bóng đá Wales góp mặt trong đội hình ĐTQG. Giggs chơi trận đầu tiên cho Wales gặp ĐT Đức khi ông mới 17 tuổi 322 ngày.
Tháng 11 năm 1991: Có danh hiệu đầu tiên trong màu áo Quỷ đỏ, khi MU đánh bại Red Star Belgrade để nâng cao chiếc cúp UEFA Super Cup.
1992: Giúp MU đoạt League cup và trở thành cầu thủ trẻ xuất sắc nhất năm do PFA bầu chọn.
1993: Trở thành cầu thủ đầu tiên trong lịch sử bóng đá Anh đoạt danh hiệu cầu thủ trẻ xuất sắc nhất năm lần thứ 2 liên tiếp.
1994: Cùng MU đoạt cú đúp danh hiệu Premier League và cúp FA lần đầu tiên trong lịch sử MU.
1996: Giúp Quỷ đỏ MU lần thứ 2 lập lại kì tích ăn đúp.
1998: Một chấn thương gân kheo đã buộc Giggs phải ngồi ngoài 6 tuần. MU kết thúc mùa giải trắng tay.
1999: Ghi bàn thắng đẹp nhất trong lịch sử cúp FA vào lưới Arsenal. Cùng MU đoạt cú "ăn 3" lịch sử: Champions League, Premier League và cúp FA.
2000: Đoạt danh hiệu Premiership thứ 6 sau 8 năm.
2001: Ký hợp đồng gia hạn thêm 5 năm với MU với mức lương 50.000 bảng/1 tuần. Sau hơn 10 năm thi đấu chuyên nghiệp, Ryan Giggs lần đầu tiên phải nhận thẻ đỏ trong trận đấu giữa Wales và Nauy.
23 tháng 8 năm 2002: Ghi bàn thắng thứ 100 trong màu áo Quỷ đỏ trên tất cả các mặt trận.
2005: Gia hạn thêm 4 năm nữa với MU. Tháng 5 năm 2005, cùng MU giành danh hiệu Premier League thứ 9.
30 tháng 5 năm 2007: Tuyên bố giải nghệ trong màu áo ĐTQG.
11 tháng 5 năm 2008: Cân bằng kỉ lục có nhiều trận ra quân nhất trong màu áo MU với Sir Bobby Charlton (758 trận). 10 ngày sau đó chính thức phá vỡ kỷ lục của Sir Bobby Charlton trong trận chung kết Champions League với Chelsea.
26 tháng 4 năm 2009: Được bầu chọn là cầu thủ xuất sắc nhất năm.
26 tháng 2 năm 2012: Đạt 900 trận trên mọi đấu trường cho MU và ghi được 163 bàn thắng.
1 tháng 3 năm 2013: Ký hợp đồng thêm 1 mùa giải với Manchester United, thi đấu mà ghi bàn 3 trận liên tiếp ở tuổi 40.
22 tháng 4 năm 2014: Được đôn lên làm HLV tạm quyền của Manchester United thay thế cho David Moyes sau những thành tích bết bát.
19 tháng 5 năm 2014: Tuyên bố giải nghệ, kết thúc 24 năm thi đấu liên tục với 1031 trận, 36 danh hiệu, 1 thẻ đỏ (2001).
3 tháng 7 năm 2016: Sẽ chính thức chia tay Man Utd sau 29 năm gắn bó (1987-2016) để đi tìm sự nghiệp huấn luyện tại CLB mới.
Tháng 11 năm 2017, Giggs đạt thỏa thuận tư vấn với PVF, với chức danh giám đốc, nhưng sẽ chỉ đến Việt Nam 2 lần mỗi năm.
Tháng 1 năm 2018, ông chính thức trở thành huấn luyện viên trưởng của đội tuyển bóng đá quốc gia Wales.

## Bê bối
Giggs đã có một mối tình bất chính với cô em dâu kéo dài 8 năm với vợ Natasha của em trai Rhodri. Vụ việc dẫn đến việc các thành viên trong gia đình của Giggs từ mặt anh; Sau khi Ryan được bổ nhiệm làm quản lý của đội tuyển quốc gia Wales, cha của anh ấy nói rằng ông đã "xấu hổ" về Ryan Giggs và nói rằng "tôi thậm chí không muốn sử dụng tên của con trai tôi".

## Thống kê sự nghiệp

### Câu lạc bộ
| Câu lạc bộ        | Mùa giải  | Ngoại hạng Anh | Ngoại hạng Anh | Ngoại hạng Anh | Cúp FA | Cúp FA | Cúp liên đoàn | Cúp liên đoàn | Cúp châu Âu | Cúp châu Âu | Khác | Khác | Tổng | Tổng |
| Câu lạc bộ        | Mùa giải  | Hạng           | Trận           | Bàn            | Trận   | Bàn    | Trận          | Bàn           | Trận        | Bàn         | Trận | Bàn  | Trận | Bàn  |
| ----------------- | --------- | -------------- | -------------- | -------------- | ------ | ------ | ------------- | ------------- | ----------- | ----------- | ---- | ---- | ---- | ---- |
| Manchester United | 1990-91   | First Division | 2              | 1              | 0      | 0      | 0             | 0             | 0           | 0           | 0    | 0    | 2    | 1    |
| Manchester United | 1991-92   | First Division | 38             | 4              | 7      | 0      | 8             | 3             | 1           | 0           | 1    | 0    | 51   | 7    |
| Manchester United | 1992-93   | Premier League | 41             | 9              | 2      | 2      | 2             | 0             | 1           | 0           | –    | –    | 46   | 11   |
| Manchester United | 1993-94   | Premier League | 38             | 13             | 7      | 1      | 8             | 3             | 4           | 0           | 1    | 0    | 58   | 17   |
| Manchester United | 1994-95   | Premier League | 29             | 1              | 7      | 1      | 0             | 0             | 3           | 2           | 1    | 0    | 40   | 4    |
| Manchester United | 1995-96   | Premier League | 33             | 11             | 7      | 1      | 2             | 0             | 2           | 0           | –    | –    | 44   | 12   |
| Manchester United | 1996-97   | Premier League | 26             | 3              | 3      | 0      | 0             | 0             | 7           | 2           | 1    | 0    | 37   | 5    |
| Manchester United | 1997-98   | Premier League | 29             | 8              | 2      | 0      | 0             | 0             | 5           | 1           | 1    | 0    | 37   | 9    |
| Manchester United | 1998-99   | Premier League | 24             | 3              | 6      | 2      | 1             | 0             | 9           | 5           | 1    | 0    | 41   | 10   |
| Manchester United | 1999-2000 | Premier League | 30             | 6              | –      | –      | 0             | 0             | 11          | 1           | 3    | 0    | 44   | 7    |
| Manchester United | 2000-01   | Premier League | 31             | 5              | 2      | 0      | 0             | 0             | 11          | 2           | 1    | 0    | 45   | 7    |
| Manchester United | 2001-02   | Premier League | 25             | 7              | 1      | 0      | 0             | 0             | 13          | 2           | 1    | 0    | 40   | 9    |
| Manchester United | 2002-03   | Premier League | 36             | 8              | 3      | 2      | 5             | 0             | 15          | 4           | –    | –    | 59   | 14   |
| Manchester United | 2003-04   | Premier League | 33             | 7              | 5      | 0      | 0             | 0             | 8           | 1           | 1    | 0    | 47   | 8    |
| Manchester United | 2004-05   | Premier League | 32             | 5              | 4      | 0      | 1             | 1             | 6           | 2           | 1    | 0    | 44   | 8    |
| Manchester United | 2005-06   | Premier League | 27             | 3              | 2      | 1      | 3             | 0             | 5           | 1           | –    | –    | 37   | 5    |
| Manchester United | 2006-07   | Premier League | 30             | 4              | 6      | 0      | 0             | 0             | 8           | 2           | –    | –    | 44   | 6    |
| Manchester United | 2007-08   | Premier League | 31             | 3              | 2      | 0      | 0             | 0             | 9           | 0           | 1    | 1    | 43   | 4    |
| Manchester United | 2008-09   | Premier League | 28             | 2              | 2      | 0      | 4             | 1             | 11          | 1           | 2    | 0    | 47   | 4    |
| Manchester United | 2009-10   | Premier League | 25             | 5              | 1      | 0      | 2             | 1             | 3           | 1           | 1    | 0    | 32   | 7    |
| Manchester United | 2010-11   | Premier League | 25             | 2              | 3      | 1      | 1             | 0             | 8           | 1           | 1    | 0    | 38   | 4    |
| Manchester United | 2011-12   | Premier League | 25             | 2              | 2      | 0      | 1             | 1             | 5           | 1           | 0    | 0    | 33   | 4    |
| Manchester United | 2012-13   | Premier League | 22             | 2              | 4      | 1      | 1             | 2             | 5           | 0           | –    | –    | 32   | 5    |
| Manchester United | 2013-14   | Premier League | 12             | 0              | 0      | 0      | 2             | 0             | 7           | 0           | 1    | 0    | 22   | 0    |
| Tổng              | Tổng      | Tổng           | 672            | 114            | 74     | 12     | 41            | 12            | 157         | 29          | 19   | 1    | 963  | 168  |

### Đội tuyển quốc gia
| Đội tuyển bóng đá Wales | Đội tuyển bóng đá Wales | Đội tuyển bóng đá Wales |
| Năm                     | Trận                    | Bàn                     |
| ----------------------- | ----------------------- | ----------------------- |
| 1991                    | 2                       | 0                       |
| 1992                    | 3                       | 0                       |
| 1993                    | 6                       | 2                       |
| 1994                    | 1                       | 1                       |
| 1995                    | 3                       | 0                       |
| 1996                    | 3                       | 1                       |
| 1997                    | 3                       | 1                       |
| 1998                    | 1                       | 0                       |
| 1999                    | 3                       | 1                       |
| 2000                    | 4                       | 1                       |
| 2001                    | 4                       | 0                       |
| 2002                    | 5                       | 0                       |
| 2003                    | 7                       | 1                       |
| 2004                    | 3                       | 0                       |
| 2005                    | 6                       | 3                       |
| 2006                    | 5                       | 0                       |
| 2007                    | 4                       | 1                       |
| Tổng cộng               | 64                      | 12                      |

| Đội tuyển Olympic Anh Quốc | Đội tuyển Olympic Anh Quốc | Đội tuyển Olympic Anh Quốc |
| Năm                        | Trận                       | Bàn                        |
| -------------------------- | -------------------------- | -------------------------- |
| 2012                       | 4                          | 1                          |
| Tổng cộng                  | 4                          | 1                          |

### Bàn thắng quốc tế
| #  | Ngày                 | Địa điểm               | Đối thủ      | Bàn thắng | Kết quả | Giải đấu                 |
| -- | -------------------- | ---------------------- | ------------ | --------- | ------- | ------------------------ |
| 1  | 31 tháng 3 năm 1993  | Cardiff, Wales         | Bỉ           | 2-0       | Thắng   | Vòng loại World Cup 1994 |
| 2  | 8 tháng 9 năm 1993   | Cardiff, Wales         | Cộng hòa Séc | 2-2       | Hòa     | Vòng loại World Cup 1994 |
| 3  | 7 tháng 9 năm 1994   | Cardiff, Wales         | Albania      | 2-0       | Thắng   | Vòng loại Euro 1996      |
| 4  | 2 tháng 6 năm 1996   | Serravalle, San Marino | San Marino   | 5-0       | Thắng   | Vòng loại World Cup 1998 |
| 5  | 11 tháng 11 năm 1997 | Brussels, Bỉ           | Bỉ           | 2–3       | Thua    | Vòng loại World Cup 1998 |
| 6  | 4 tháng 9 năm 1999   | Minsk, Belarus         | Belarus      | 2–1       | Thắng   | Vòng loại Euro 2000      |
| 7  | 29 tháng 3 năm 2000  | Cardiff, Wales         | Phần Lan     | 1-2       | Thua    | Giao hữu                 |
| 8  | 29 tháng 3 năm 2003  | Cardiff, Wales         | Azerbaijan   | 4-0       | Thắng   | Vòng loại Euro 2004      |
| 9  | 8 tháng 10 năm 2005  | Belfast, Bắc Ireland   | Bắc Ireland  | 3-2       | Thắng   | Vòng loại World Cup 2006 |
| 11 | 12 tháng 10 năm 2005 | Cardiff, Wales         | Azerbaijan   | 2-0       | Thắng   | Vòng loại World Cup 2006 |
| 12 | 28 tháng 3 năm 2007  | Cardiff, Wales         | San Marino   | 3-0       | Thắng   | Vòng loại Euro 2008      |
| 13 | 29 tháng 7 năm 2012  | London, UK             | UAE          | 3-1       | Thắng   | Thế vận hội Mùa hè 2012  |

## Danh hiệu

#### Manchester United
- Premier League (13): 1992-93, 1993-94, 1995-96, 1996-97, 1998-99, 1999-2000, 2000-01, 2002-03, 2006-07, 2007-08, 2008-09, 2010-11, 2012-13
- FA Cup (4): 1993–94, 1995–96, 1998–99, 2003–04
- EFL Cup (4): 1991–92, 2005–06, 2008–09, 2009–10
- FA Community Shield (10): 1993, 1994, 1996, 1997, 2003, 2007, 2008, 2010, 2011, 2013
- UEFA Champions League (2): 1998–99, 2007–08
- UEFA Super Cup (1): 1991
- Intercontinental Cup (1): 1999
- FIFA Club World Cup (1): 2008

#### Cá nhân
- Nhân vật của năm do BBC Sports bình chọn: 2009
- Cầu thủ xuất sắc nhất năm của PFA: 2009
- Cầu thủ trẻ xuất sắc nhất năm của PFA: 1992, 1993
- Giải thưởng tôn vinh (Bravo): 1993
- Nhân vật của năm do BBC Wales Sports bình chọn: 1996, 2009
- Đội hình tổng thể xuất sắc nhất thập kỉ – Premier League 10 Seasons Awards (1992-93 tới 2001-02)
- Cầu thủ xuất sắc nhất năm của Wales: 2006
- Cầu thủ xuất sắc nhất tháng của FA Premier League: 9/1993, 8/2006, 2/2007
- Đội hình xuất sắc nhất thế kỉ của PFA: 2007
- Đội hình xuất sắc nhất năm của PFA: 1993, 1994, 1995, 1996, 1998, 2001, 2007, 2009
- Bàn thắng đẹp nhất mùa giải: 1999
- Đại lộ Danh vọng của bóng đá Anh: 2005

#### Kỷ lục
- Cầu thủ duy nhất vô địch 13 kì Premier League
- Cầu thủ chơi nhiều trận nhất ở Premier League: 632 lần
- Cầu thủ kiến thiết nhiều bàn thắng nhất lịch sử Premier League
- Cầu thủ duy nhất chơi và ghi bàn trong 23 mùa giải liên tiếp
- Cầu thủ đầu tiên ghi bàn trong 11 kì Champions League liên tiếp
- Cầu thủ ghi bàn trong nhiều kì Champions League nhất: 17 kì
- Cầu thủ người Anh ghi bàn nhiều nhất tại châu Âu trong 14 kì
- Cầu thủ chơi nhiều trận nhất trong lịch sử Manchester United: 963 lần
- Cầu thủ ra sân từ đầu nhiều nhất trong lịch sử Manchester United: 794 lần
- Cầu thủ đầu tiên ghi 100 bàn tại Premier League cho Manchester United
- Tiền vệ thứ 2 trong lịch sử ghi 100 bàn tại Premier League (sau Matt Le Tissier)
- Một trong 4 cầu thủ của Manchester United giành 2 giải UEFA Champions League
- Cầu thủ già nhất ghi bàn tại UEFA Champions League (37 tuổi 289 ngày, vào 14/09/2011)
- Cầu thủ già nhất ghi bàn tại Thế vận hội Mùa hè: (38 tuổi 242 ngày, vào 29/07/2012)